# Archángelos (Laconie)
Pour les articles homonymes, voir Archangelos.
Archángelos, en grec moderne : Αρχάγγελος, est un village du dème de Monemvasia, district régional de Laconie, en Grèce. 
Selon le recensement de 2011, la population du village s'élève à 33 habitants.